# Římskokatolická farnost Malenice
Římskokatolická farnost Malenice je územním společenstvím římských katolíků v rámci strakonického vikariátu Českobudějovické diecéze.

## O farnosti

### Historie
Od roku 1359 existovala v Malenicích plebánie. Původně gotický kostel byl postupně přestavěn v letech 1708 a 1885, dále upravován v roce 1928.

### Současnost
Farnost Malenice je administrována ex currendo z Volyně.
| Kostel                         | Místo    | Bohoslužba             | Bohoslužba             | Poznámka     |
| ------------------------------ | -------- | ---------------------- | ---------------------- | ------------ |
| Kaple sv. Antonína Paduánského | Lčovice  | neslouží se pravidelně | neslouží se pravidelně | obecní kaple |
| Kaple sv. Jana Nepomuckého     | Lčovice  | neslouží se pravidelně | neslouží se pravidelně | obecní kaple |
| Kaple sv. Václava              | Lčovice  | neslouží se pravidelně | neslouží se pravidelně | obecní kaple |
| Kostel sv. Jakuba Většího      | Malenice | neděle čtvrtek         | 11.30 16.00            | farní kostel |
| Kaple sv. Jana Nepomuckého     | Zálezly  | neslouží se pravidelně | neslouží se pravidelně | obecní kaple |